# 今治市立吉海小学校
今治市立吉海小学校（いまばりしりつ よしうみしょうがっこう 英称:Imabari Munipical Yoshiumi Elementary Scholl）は、愛媛県今治市吉海町八幡に存在する公立小学校である。